# Хоэнтенген (Верхний Рейн)
Хоэнтенген (нем. Hohentengen am Hochrhein) — община в Германии, в земле Баден-Вюртемберг.
Подчиняется административному округу Фрайбург. Входит в состав района Вальдсхут. Население составляет 3644 человека (на 31 декабря 2010 года). Занимает площадь 27,55 км².